# TVN (Lengyelország)
A TVN Lengyelország egyik legnagyobb kereskedelmi televíziós csatornája, mely 1997. október 3-án este 7 órakor kezdte meg adását (egy nappal korábban, mint az egyik legnagyobb magyar kereskedelmi csatorna, a TV2). A csatorna az amerikai Warner Bros. Discovery tulajdonban áll. Jellege általános szórakoztató.

## Átvett műsorok
| Címe                              | Eredeti változat                 | Típus                   | Hazai változat (ha van)                 | Epizódok száma | Év                          |
| --------------------------------- | -------------------------------- | ----------------------- | --------------------------------------- | -------------- | --------------------------- |
| Agent Agent – Gwiazdy             | The Mole                         | valóságshow             | Tégla                                   | 69             | 2000-2002, 2016-2019        |
| Aplauz, aplauz                    | Levantate                        | tehetségkutató          | nincs                                   | ?              | 2015                        |
| Azja Express Ameryka Express      | Peking Express                   | valóságshow             | Ázsia Expressz                          | 52             | 2016-                       |
| Aż po sufit!                      | Család csak egy van              | vígjáték/dráma          | nincs                                   | ?              | 2015                        |
| Big Brother                       | Big Brother                      | valóságshow             | Big Brother Való Világ                  | ?              | 2001-2002                   |
| BrzydUla                          | Yo soy Betty, la fea             | vígjáték/szappanopera   | nincs                                   | 418            | 2008-2009, 2020-            |
| Camera Café                       | Camera Café                      | vígjáték                | nincs                                   | 78             | 2004                        |
| Chwila prawdy                     | Happy Family Plan                | vetélkedő               | nincs                                   | 54             | 2002-2004                   |
| Ciao Darwin                       | Ciao Darwin                      | vetélkedő               | Ciao Darwin                             | 29             | 2004-2005                   |
| Cofnij zegar                      | Turn Back Your Body Clock        | valóságshow             | nincs                                   | 10             | 2011                        |
| Dla Ciebie Wszystko               | I'd Do Anything                  | vetélkedő               | nincs                                   | 26             | 2003-2004                   |
| Dobra cena                        | The Price Is Right               | vetélkedő               | nincs                                   | ?              | 1997-1998                   |
| Dom marzeń                        | Building The Dream               | valóságshow             | nincs                                   | ?              | 2016-2017                   |
| Drzewo marzeń                     | The Wishing Tree                 | valóságshow             | nincs                                   | ?              | 2017-                       |
| Dzieciaki z klasą                 | British Brainest Kid             | vetélkedő               | nincs                                   | 26             | 2004-2005                   |
| Ekspedycja                        | 71 Degrees North                 | valóságshow             | nincs                                   | ?              | 2001                        |
| Grzeszni i bogaci                 | Le cœur a ses raisons            | vígjáték                | nincs                                   | 4              | 2009                        |
| Hela w opałach                    | Grace Under Fire                 | vígjáték                | nincs                                   | 55             | 2006-2007, 2010-2011        |
| Kasia i Tomek                     | Un gars, une fille               | vígjáték                | nincs                                   | 100            | 2002-2003                   |
| Kawaler do wzięcia                | The Bachelor                     | valóságshow             | A Nagy Ő                                | 11             | 2003                        |
| Klub Szalonych Dziewic            | Rozengeur & Wodka Lime           | vígjáték/dráma          | nincs                                   | 13             | 2010                        |
| Kto poślubi mojego syna?          | Please Marry My Boy              | valóságshow             | nincs                                   | ?              | 2014-2015                   |
| Kuchenne rewolucje                | Kitchen Nightmares               | valóságshow             | nincs                                   | 329            | 2010-                       |
| Lego Masters                      | Lego Masters                     | valóságshow             | nincs                                   | 13             | 2020-                       |
| Majka                             | Juana la virgen                  | szappanopera            | nincs                                   | 190            | 2009-2010                   |
| Mali Giganci                      | Pequeños Gigantes                | tehetségkutató          | Kicsi Óriások                           | ?              | 2015-2017                   |
| Mam talent!                       | Got Talent                       | tehetségkutató          | Csillag születik Hungary’s Got Talent   | 167            | 2008-                       |
| Mama kontra mama                  | Mom of the week                  | valóságshow             | nincs                                   | ?              | 2014                        |
| Mamy Cię!                         | Surprise, Surprise               | általános szórakoztatás | nincs                                   | 50             | 2004-2005                   |
| Mask Singer                       | Masked Singer                    | valóságshow             | Álarcos énekes                          | 10             | 2022-                       |
| MasterChef                        | MasterChef                       | valóságshow             | Mesterszakács                           | 125            | 2012-                       |
| Mąż czy nie mąż                   | Un Sur 2                         | vígjáték                | nincs                                   | ?              | 2015                        |
| Milionerzy                        | Who Wants to Be a Millionaire?   | vetélkedő               | Legyen Ön is milliomos!                 | 1275           | 1999-2003, 2008-2010, 2017- |
| Milion w minutę                   | Minute To Win It                 | vetélkedő               | 1 perc és nyersz!                       | 24             | 2011-2012                   |
| Najsłabsze ogniwo                 | The Weakest Link                 | vetélkedő               | A leggyengébb láncszem                  | ?              | 2004-2006                   |
| Na Wspólnej                       | Barátok közt                     | szappanopera            | Barátok közt eredeti                    | 1688           | 2003-                       |
| Niania                            | A dadus                          | vígjáték                | nincs                                   | 135            | 2005-2009                   |
| Nie rób scen                      | Little mom                       | sorozat                 | nincs                                   | ?              | 2015                        |
| Perfekcyjna pani domu             | Anthea Turner: Perfect Housewife | valóságshow             | nincs                                   | 22             | 2012-2014                   |
| Piekielny Hotel                   | Hotel Hell                       | valóságshow             | nincs                                   | ?              | 2015                        |
| Polowanie na mieszkanie           | House Crashers                   | valóságshow             | nincs                                   | ?              | 2016                        |
| Power Couple                      | Power Couples                    | valóságshow             | Nyerő Páros                             | 10             | 2021                        |
| Project Runway                    | Project Runway                   | valóságshow             | nincs                                   | 26             | 2014-2015                   |
| Projekt Lady                      | Ladette to Lady                  | valóságshow             | nincs                                   | ?              | 2016-                       |
| Prosto w serce                    | Sos mi vida                      | szappanopera            | nincs                                   | 196            | 2010-2011                   |
| Reguły Gry                        | Rules of Engagement              | vígjáték                | nincs                                   | 15             | 2012                        |
| Rozmowy w toku                    | Boemerang                        | talk show               | nincs                                   | 2000+          | 1999-                       |
| Sędzia Anna Maria Wesołowska      | Richter Alexander Hold           | dokumentumsorozat       | nincs                                   | 634            | 2006-2011                   |
| Sąd rodzinny                      | Richter Alexander Hold           | dokumentumsorozat       | nincs                                   | 214            | 2008-2011                   |
| Ślub od pierwszego wejrzenia      | Married at First Sight           | valóságshow             | Házasság első látásra                   | ?              | 2016-                       |
| Superniania                       | Supernanny                       | valóságshow             | nincs                                   | 31             | 2006-2008                   |
| Surowi Rodzice                    | The World's Strictest Parents    | valóságshow             | nincs                                   | 13             | 2012-2014                   |
| Taniec z gwiazdami                | Dancing with the Stars           | valóságshow             | Szombat esti láz Dancing with the Stars | 150            | 2005-2011                   |
| Top Model                         | America's Next Top Model         | valóságshow             | Topmodell                               | 132            | 2010-                       |
| Trafiony, Zatopiony               | Man O Man                        | vetélkedő               | nincs                                   | ?              | 2000                        |
| Trinny & Susannah ubierają Polskę | Trinny & Susannah Undress...     | valóságshow             | nincs                                   | 10             | 2011                        |
| Trzy serca                        | Alternative Love                 | valóságshow             | nincs                                   | ?              | 2004                        |
| Ugotowani                         | Come Dine with Me                | valóságshow             | Vacsoracsata                            | 238            | 2010-2018                   |
| Usta usta                         | Cold Feet                        | vígjáték/dráma          | nincs                                   | 41             | 2010-2011, 2020-            |
| Wawa Non Stop                     | Berlin – Tag & Nacht             | dokumentumsorozat       | Éjjel-nappal Budapest                   | ?              | 2013-2014                   |
| Wipeout – Wymiatacze              | Wipeout                          | vetélkedő               | nincs                                   | 10             | 2011                        |
| Wyprawa Robinson                  | Expedition Robinson              | valóságshow             | nincs                                   | 27             | 2004                        |
| X-Factor                          | The X Factor                     | tehetségkutató          | X-Faktor                                | 56             | 2011-2014                   |
| Ukryta prawda                     | Familien im Brennpunkt           | dokumentumsorozat       | nincs                                   | 12672          | 2012-                       |
| W-11 Wydział Śledczy              | K11 - Kommissare im Einsatz      | dokumentumsorozat/krimi | nincs                                   | 1184           | 2004-2014                   |
| Wszyscy kochają Romana            | Everybody Loves Raymond          | vígjáték                | nincs                                   | 15             | 2011-2012                   |
| You Can Dance – Po prostu tańcz!  | So You Think You Can Dance       | tehetségkutató          | nincs                                   | 120            | 2007-2012, 2015-2016        |

## Külső hivatkozások
- Hivatalos weboldal